# Gambetto From
Il gambetto From è una rara apertura degli scacchi caratterizzata dalle mosse 1. f4(?)(Apertura Bird) e5.
Introdotta dal Maestro danese Martin Severin From, viene considerata come un tentativo del Nero di indirizzare la partita su binari tattici, in contrapposizione al desiderio del Bianco di affrontare uno sviluppo più legato a temi strategici a lungo termine. In particolare il controllo della importante casa e5 viene immediatamente questionato, anziché diventare obiettivo del prosieguo della partita. 
Le risposte principali del Bianco vengono considerate 2. d3 (Gambetto From rifiutato), 2. e4 (rientrando nel Gambetto di Re) e l'accettazione del gambetto con 2. fxe5. In questa variante il Bianco guadagna un pedone ma indebolisce il lato di re. Il Bianco è in vantaggio ma deve mantenere una difesa attenta ed accurata.
Il Bianco deve essere vigile nella continuazione 2... d6 3 exd6, Axd6, dove il Nero ha intenzione di sviluppare la donna con 4... Dh4+. Il Bianco ha sostanzialmente un'unica opzione 4 Cf3, alla quale può seguire la tagliente ed aggressiva variante Lasker (4... g5), oppure le più tranquille e posizionali 4... Cf6, 4... Ag4, 4... Cc6. 
Entrambe le mosse del Bianco 4 d3 / 4 e3, conducono alla perdita del diritto di arrocco a causa dello scacco del Nero con la donna, 4... Dh4+, il re Bianco deve muoversi rispettivamente in d2 o e2 per arginare le eventuali perdite.
Se il Bianco opta per 4 g3, segue 4... h5, 5 Cf3 h4, il Bianco deve assolutamente evitare di catturare il pedone con 6 Cxh4 a cui segue 6... Txh4, 7 gxh4 Dxh4# (matto).
La mossa 4 h4?? conduce al matto in una mossa del Nero con 4... Ag3#.
La mossa 4 Ch3 con l'idea di proteggere il punto debole f2 in caso di scacco della donna nera con Dh4, non funziona perché 4... Axh3 e il Bianco perde un pezzo in vista del matto 5... Qh4#.

## Codici ECO
- A02: 1.f4 (varianti minori)